# Tassili Bond
Tassili Y. Bond (* um 1975; † um 10. November 2016) war ein US-amerikanischer Jazzmusiker (Kontrabass).

## Leben und Wirken
Bond besuchte Anfang der 1990er-Jahre die School of Music, Theatre & Dance der University of Michigan, Ann Arbor. Ab Mitte der 1990er-Jahre war er in der New Yorker Jazzszene aktiv und arbeitete u. a. mit Antonio Hart (It’s All Good, 1994),  Bob Beldens Blue Note Detroit Legacy, im Innerzone Orchestra (u. a. mit Craig Taborn) und Ali Muhammed Jackson, mit dem er auch 1997 in Frankreich tourte (Groove at Jazz Entete). Ab den frühen 2000er-Jahren gehörte er der Band von Russell Malone (Playground) an, mit der er u. a. 2005 im New Yorker Jazzclub Jazz Standard auftrat. Im Bereich des Jazz war er zwischen 1995 und 2005 an fünf Aufnahmesessions beteiligt. Bond, der im November 2016 starb, wurde auf dem  Westlawn Cemetery in Wayne (Michigan) beerdigt.